# Gallus Jacob

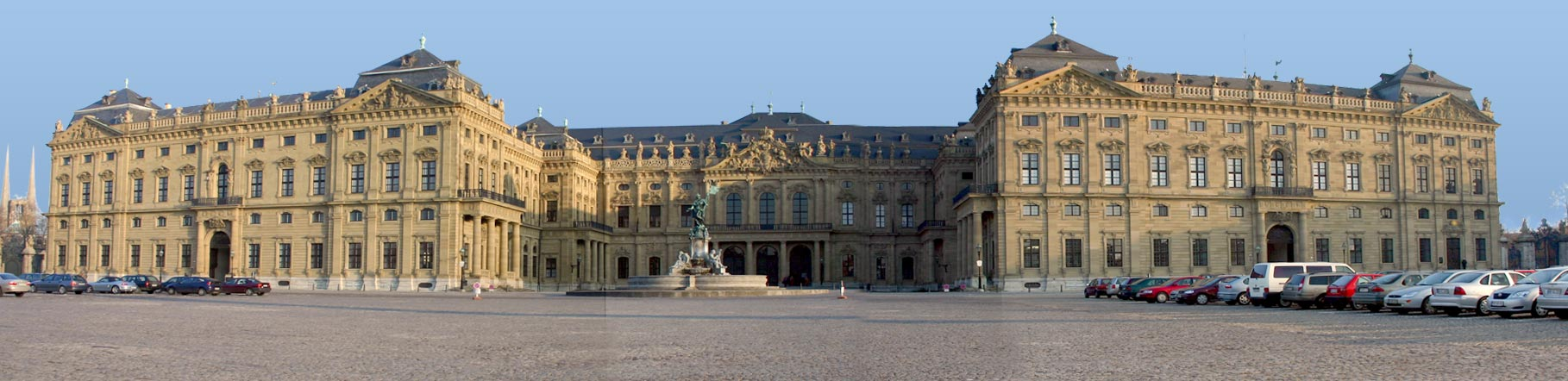
Die Würzburger Residenz

Johannes Gallus Jacob, später Gallus Jacob von Hohlach bzw. Gallus Jakob von Hollach, (* 1670 in Tauberbischofsheim; † vermutlich 1736 oder 1737 an unbekanntem Ort) war ein fürstbischöflicher Hofkammerdirektor.
Jacob, Sohn eines Seilers, studierte 1689 in Würzburg Logik und stieg vom Kammerdiener (1698) und Kammerrat (1699) des Würzburger Fürstbischofs unter Johann Philipp von Greiffenclau zu Vollraths bis zum Hofkammerdirektor (1707) dieses Hochstifts auf. Ein Hofkammerdirektor war für die Finanzverwaltung zuständig und sein Amt entspricht nach heutigen Maßstäben einem Finanzminister. 
Im Jahr 1700 heiratete er Maria Josepha aus der Würzburger Beamtenfamilie Ganzhorn. Gallus Jacob war 1710 bis 1720 rege als Bauherr in Würzburg und Umgebung tätig. Vom Wiener Kaiserhof wurde er 1712 zum kaiserlichen Hofkammerrat ernannt als Dank für die Vermittlung würzburgischer Truppen zur Reichsarmee von Kaiser Karl VI.

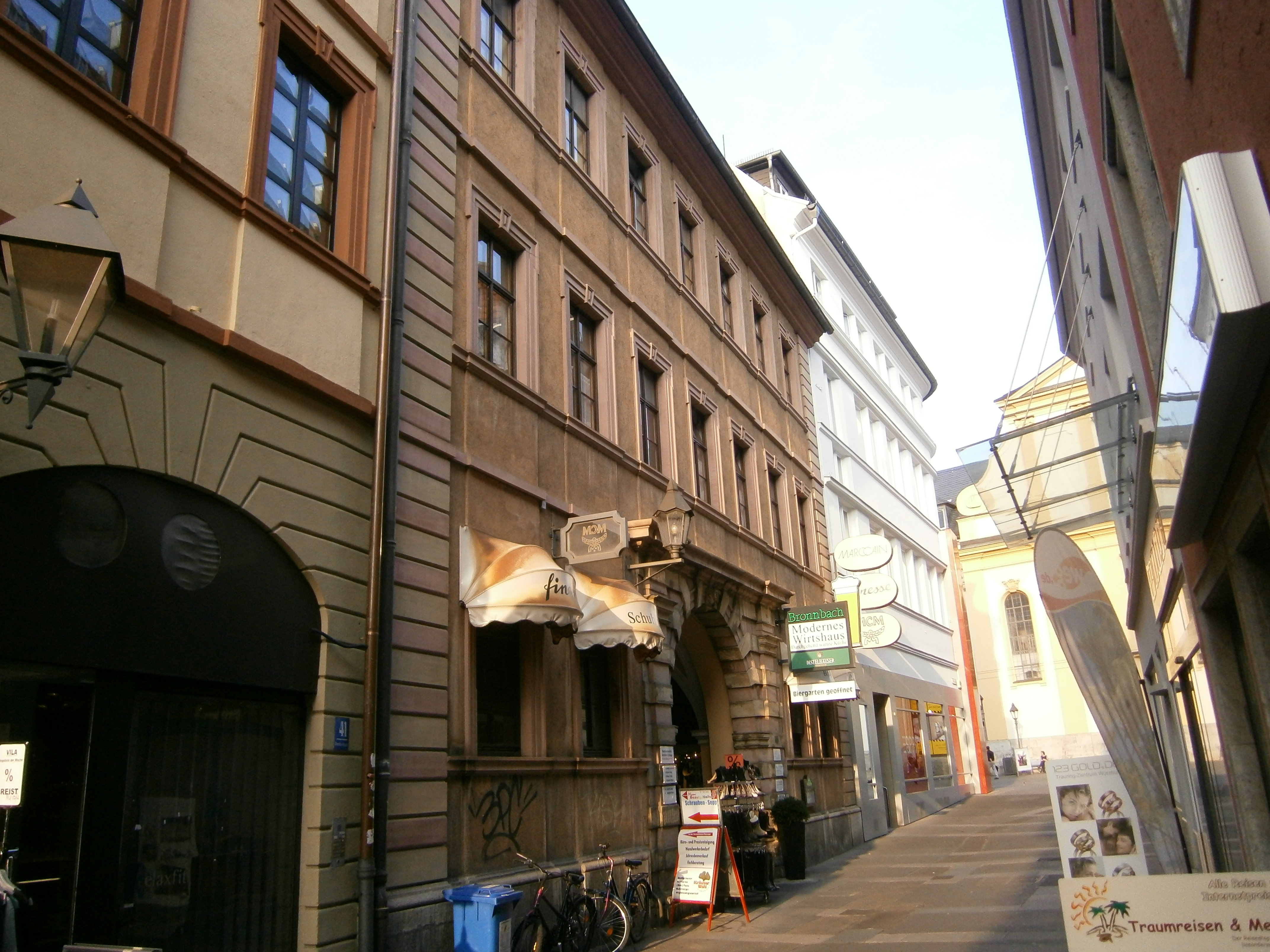
Hof Friedberg in Würzburg

Um 1714 wurde sein Würzburger Wohnsitz, der Hof Friedberg in der Bronnbachergasse 43, gebaut. 1717 wurde er als „Gallus de Jacob von Hollach“ (nach seinem Rittergut Hohlach bei Aub) in den erblichen Adelsstand erhoben, verbunden mit der Aufnahme in die fränkische Ritterschaft (Ritterkanton Odenwald). 
In Ausübung seiner Ämter bereicherte Jacob sich ungeniert und kam so zu enormem Reichtum. Dies wurde ihm zum Verhängnis als der Dompropst Johann Philipp Franz von Schönborn, dem er zuvor Schuldenwirtschaft und Verschwendungssucht vorgeworfen hatte, 1719 zum Fürstbischof gewählt wurde. Schönborn rächte sich, setzte ihn ab und, um einem Prozess gegen seine Person zu entgehen, musste Gallus Jacob die unvorstellbare Summe von 640.000 Gulden (das entspräche heute ungefähr 20.000.000 Euro) an den Würzburger Fürstbischof zahlen. Innerhalb eines halben Jahres soll Jacob die volle Summe in bar und in Form abgetretenen Besitzes aufgebracht haben. Mit diesem Geld wurde 1720 der Bau der Würzburger Residenz begonnen, die am Ende 1.500.000 Gulden kosten sollte. Jacob, der den Prozess gegen sich als widerrechtlich ansah, strebte beim Wiener Kaiserhof erfolglos eine Klage gegen den Fürstbischof an.
Die Spur von Gallus Jacob verliert sich danach – sein genaues Todesjahr ist unbekannt.
Die Schönborn-Residenz zählt heute zum Weltkulturerbe.